# Pavone (costellazione)
Il Pavone (in latino Pavo, abbreviato in Pav) è una costellazione dell'emisfero sud; è stata introdotta da Johann Bayer ed è oggi una delle 88 costellazioni moderne.

## Caratteristiche

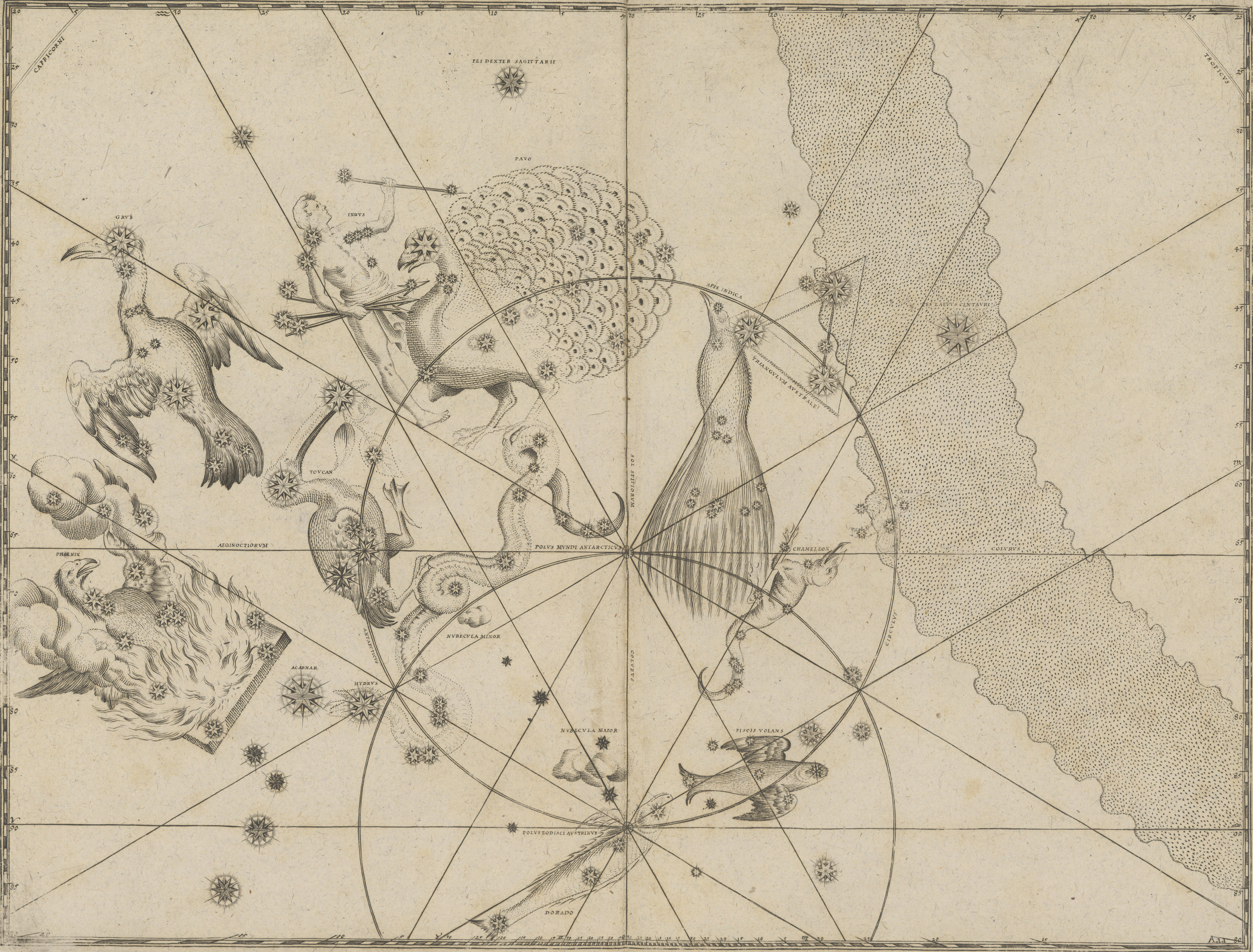
Pagina dell'Uranometria di Johann Bayer; il Pavone è visibile in alto al centro.

Il Pavone è una costellazione di dimensioni relativamente contenute; contiene al suo interno una sequenza di stelle di terza e quarta magnitudine che la rendono piuttosto semplice da individuare, poco ad sudest della scia luminosa della Via Lattea del sud. La stella più luminosa, la α Pavonis, si trova una quindicina di gradi a sud della parte più orientale del Sagittario e ha una magnitudine pari a 1,94, potendo così essere utilizzata come riferimento anche dalle aree urbane per rintracciare il resto della costellazione, che si estende a sudovest di questa stella.
La declinazione australe del Pavone non consente la sua osservazione dalla gran parte delle regioni dell'emisfero boreale: la stella α, che è la più settentrionale della costellazione, si trova a una declinazione di -56°, restando pertanto invisibile a nord delle coste africane del Mediterraneo; dall'emisfero australe, al contrario, è circumpolare in quasi tutta la fascia temperata, mentre in quella tropicale è visibile per la gran parte delle notti dell'anno. Il periodo più propizio per la sua osservazione nel cielo serale coincide con quello della bassa stagione australe, nei mesi compresi fra maggio e ottobre.

### Stelle principali
- α Pavonis, spesso nota col nome Peacock, è la stella più luminosa della costellazione; ha magnitudine 1,94 e dista 183 anni luce.
- β Pavonis è una stella bianca di magnitudine 3,42, distante 137 anni luce.
- δ Pavonis, è una delle stelle visibili ad occhio nudo più vicine al Sole; dista 20 anni luce ed ha magnitudine pari a 3,55.
- η Pavonis è una gigante arancione di magnitudine 3,61, distante 371 anni luce.

### Stelle doppie
Fra le stelle doppie, in realtà poco numerose, ve ne sono alcune appariscenti.
- ξ Pavonis è una doppia stretta, con componenti di luminosità molto differenti. La primaria è una gigante rossa, di magnitudine 4,4, e la secondaria è di magnitudine 8: entrambe distano 480 anni luce dal Sole. La rivelazione della secondaria è difficoltosa attraverso telescopi di piccole dimensioni, a causa della luce della primaria.
- HD 198160 e HD 198161 sono due stelle di pari luminosità, entrambe bianche, separate da appena 2,4".

| Principali stelle doppie |                                          |                                          |             |             |                                 |        |
| Nome                     | Coordinate equatoriali all'epoca J2000.0 | Coordinate equatoriali all'epoca J2000.0 | Magnitudine | Magnitudine | Separazione (in secondi d'arco) | Colore |
| Nome                     | AR                                       | Dec                                      | A           | B           | Separazione (in secondi d'arco) | Colore |
| ξ Pavonis                | 18h 23m 14s                              | -61° 29′ 38″                             | 4,39        | 8,1         | 3,5                             | r      |
| HD 198160/61             | 20h 51m 38s                              | +62° 25′ 46″                             | 6,59        | 6,59        | 2,4                             | b + b  |

### Stelle variabili
Il Pavone abbonda di stelle variabili luminose, molte delle quali sono ben osservabili anche con piccoli strumenti o persino ad occhio nudo.
Fra le Mireidi la più luminosa è la T Pavonis, che quando è al massimo di luminosità è di magnitudine 7,0; in circa 240 giorni scende fino alla quattordicesima grandezza e risale.
κ Pavonis è invece una variabile Cefeide, una supergigante bianco-gialla che oscilla tra le magnitudini apparenti 3,9 e 4,8 con un periodo pari a 9 giorni e 2 ore; si trova a 540 anni luce dal Sole.
Fra le variabili semiregolari la più brillante è la NU Pavonis, che in circa 60 giorni perde oltre tre decini di magnitudine, oscillando fra le magnitudini 4,9 e 5,3; un'altra semiregolare, pulsante, è la SX Pavonis, che quando è al massimo è anch'essa visibile ad occhio nudo con facilità, mentre in fase di minimo è al limite per l'occhio umano.
| Principali stelle variabili |                                          |                                          |             |             |                  |                       |
| Nome                        | Coordinate equatoriali all'epoca J2000.0 | Coordinate equatoriali all'epoca J2000.0 | Magnitudine | Magnitudine | Periodo (giorni) | Tipo                  |
| Nome                        | AR                                       | Dec                                      | Max.        | Min.        | Periodo (giorni) | Tipo                  |
| R Pavonis                   | 18h 12m 53s                              | -63° 36′ 57″                             | 7,5         | 13,8        | 229,46           | Mireide               |
| S Pavonis                   | 19h 55m 14s                              | -59° 11′ 44″                             | 6,6         | 10,4        | 349,6            | Semiregolare pulsante |
| T Pavonis                   | 19h 50m 43s                              | -71° 43′ 17″                             | 7,0         | 14,0        | 243,62           | Mireide               |
| SX Pavonis                  | 21h 28m 45s                              | -69° 30′ 19″                             | 5,34        | 5,97        | 50:              | Semiregolare pulsante |
| KZ Pavonis                  | 20h 58m 40s                              | -70° 25′ 20″                             | 7,71        | 9,30        | 0,9499           | Eclisse               |
| NU Pavonis                  | 18h 31m 22s                              | -62° 16′ 42″                             | 4,91        | 5,26        | 60:              | Semiregolare          |
| OW Pavonis                  | 17h 58m 00s                              | -63° 38′ 00″                             | 7,8         | 8,9         | 778,6            | Irregolare            |
| κ Pavonis                   | 18h 56m 57s                              | -67° 14′ 01″                             | 3,91        | 4,78        | 9,0942           | Cefeide               |
| λ Pavonis                   | 18h 52m 13s                              | -62° 11′ 15″                             | 4,00        | 4,26        | -                | Irregolare            |

## Oggetti del profondo cielo

L'ammasso globulare NGC 6752, uno dei più brillanti del cielo.

La costellazione contiene alcuni oggetti molto brillanti, facili da individuare anche con un binocolo se le condizioni atmosferiche lo consentono.
NGC 6752 è il quarto ammasso globulare più luminoso del cielo; in una notte limpida è appena visibile anche ad occhio nudo, mentre è facilmente individuabile con un binocolo o con un piccolo telescopio. Ha dimensioni apparenti paragonabili a metà della Luna piena e si trova a 14000 anni luce dal sistema solare. La sua classe di concentrazione è VI, dunque a metà via fra quelli più concentrati e quelli meno densi.
Fra le numerose galassie, spicca NGC 6744, una spirale barrata ben visibile anche con piccoli telescopi, in cui si mostra come una macchia chiara, mentre a forti ingrandimenti è possibile individuarne la barra; è una delle galassie più facili da osservare nell'emisfero meridionale. Altre galassie si trovano nella parte settentrionale della costellazione, come NGC 6684, o sul lato meridionale e orientale, come NGC 6876, la quale è anche al centro di un gruppo contenente una decina di galassie meno luminose ben visibili con un potente telescopio.
| Principali oggetti non stellari |                                          |                                          |                   |             |                                        |              |
| Nome                            | Coordinate equatoriali all'epoca J2000.0 | Coordinate equatoriali all'epoca J2000.0 | Tipo              | Magnitudine | Dimensioni apparenti (in primi d'arco) | Nome proprio |
| Nome                            | AR                                       | Dec                                      | Tipo              | Magnitudine | Dimensioni apparenti (in primi d'arco) | Nome proprio |
| NGC 6684                        | 18h 48m 58s                              | -65° 10′ :                               | Galassia          | 10,5        | 3,7                                    |              |
| NGC 6744                        | 19h 09m 48s                              | -63° 51′ :                               | Galassia          | 8,8         | 20,0 x 13,0                            |              |
| NGC 6752                        | 19h 10m 54s                              | -59° 59′ :                               | Ammasso globulare | 5,3         | 20                                     |              |
| NGC 6753                        | 19h 11m 24s                              | -57° 03′ :                               | Galassia          | 11,1        | 2,5                                    |              |
| NGC 6876                        | 20h 18m 20s                              | -70° 52′ :                               | Galassia          | 11,1        | 2,4                                    |              |

## Sistemi planetari
La costellazione ospita un sistema planetario (HD 181433) composto da tre pianeti confermati; il più vicino alla sua stella madre è una super Terra, mentre i restanti potrebbero essere dei giganti gassosi. Il pianeta intermedio possiede un'orbita poco più larga di quella della Terra. HD 196050 possiede invece un pianeta grande quasi tre volte il pianeta Giove.
| Sistemi planetari |                                          |                                          |             |                    |                              |
| Nome del sistema  | Coordinate equatoriali all'epoca J2000.0 | Coordinate equatoriali all'epoca J2000.0 | Magnitudine | Tipo di stella     | Numero di pianeti confermati |
| Nome del sistema  | AR                                       | Dec                                      | Magnitudine | Tipo di stella     | Numero di pianeti confermati |
| HD 175167         | 19h 00m 01s                              | -69° 56′ 39″                             | 8,00        | Subgigante gialla  | 1 (b)                        |
| HD 181433         | 19h 25m 10s                              | -66° 28′ 07″                             | 8,38        | Nana arancione     | 3 (b - c - d)                |
| HD 196050         | 20h 37m 52s                              | -60° 38′ 04″                             | 7,6         | Nana gialla        | 1 (b)                        |
| HD 190984         | 20h 11m 31s                              | -64° 37′ 14″                             | 8,73        | Nana bianco-gialla | 1 (b)                        |
| φ2 Pavonis        | 20h 40m 02s                              | -60° 32′ 51″                             | 5,11        | Nana bianco-gialla | 1 (b)                        |